# HD147890
HD147890 — хімічно пекулярна зоря спектрального класу A0, що має видиму зоряну величину в смузі V приблизно  7,7.
Вона  розташована на відстані близько 1294,3 світлових років від Сонця.

## Фізичні характеристики
Телескоп Гіппаркос зареєстрував фотометричну змінність  даної зорі з періодом    4,34 доби в межах від  Hmin= 7,76 до  Hmax= 7,68.

## Пекулярний хімічний склад
Зоряна атмосфера HD147890 має підвищений вміст 
Si
.

## Магнітне поле
Спектр даної зорі вказує на наявність магнітного поля у її зоряній атмосфері.
Напруженість повздовжної компоненти поля оціненої з аналізу
становить  235,1± 256,4 Гаус.